# Anatolij Egorov
Anatolij Egorov (in russo Анатолий Егоров?; 1922) è stato un pallanuotista sovietico, che ha disputato il torneo di pallanuoto ai Giochi di Helsinki 1952.